# アッパー・タクトゥ＝アッパー・エセキボ州
アッパー・タクトゥ＝アッパー・エセキボ州（アッパー・タクトゥ＝アッパー・エセキボしゅう、英語: Upper Takutu-Upper Esequibo）または第9州（英語: Region 9）とは、ガイアナ南部の州である。州都はレセム。1980年に設置された。人口は11,077人（2012年国勢調査）、面積は57,750キロメートルで、ガイアナで最も面積の大きな州である。
ルプヌニ川とブラジル国境間にはルプヌニサバンナが広がる。州の大部分の領域はベネズエラが領有権を主張するグアヤナエセキバ内に位置している。

## 隣接州
北はポタロ＝シパルニ州、東は東ベルビセ＝コレンティネ州、南と西はブラジル（パラー州、ロライマ州）に接する。

## 人口
ガイアナでは1980年、1991年、2002年に計3度の国勢調査が行われた  2012年の州の人口は24,238 人だった。州の人口動態は以下のとおりである:

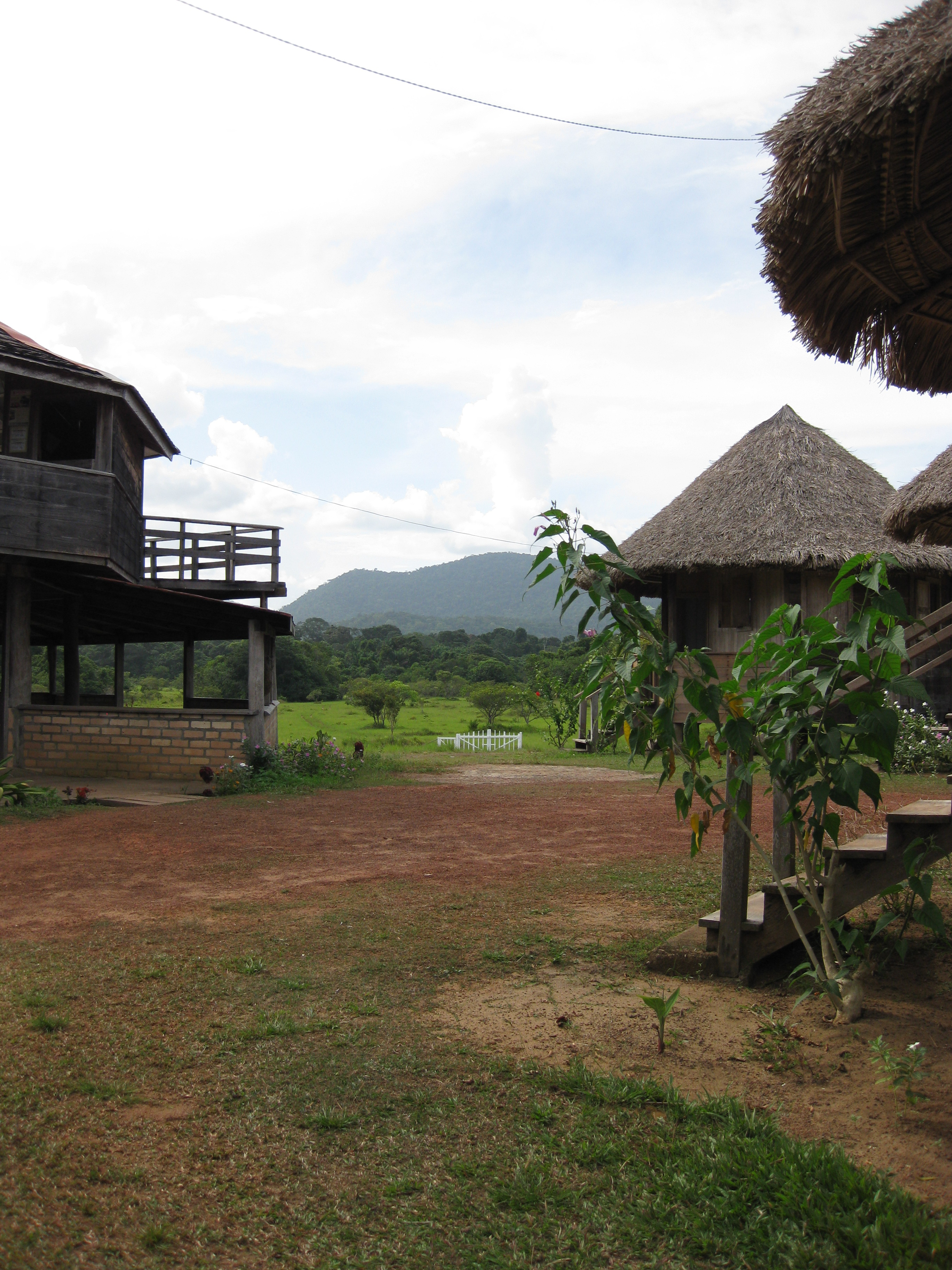
Surama

- 2012 : 24,238
- 2002 : 19,387
- 1991 : 15,058
- 1980 : 12,873